# Onîkieve, Mala Vîska
Onîkieve (în ucraineană Оникієве) este localitatea de reședință a comunei Onîkieve din raionul Mala Vîska, regiunea Kirovohrad, Ucraina.

## Demografie
Componența lingvistică a localității Onîkieve
     Ucraineană (96,43%)
     Rusă (2,12%)
     Alte limbi (1,05%)
Conform recensământului din 2001, majoritatea populației localității Onîkieve era vorbitoare de ucraineană (96,43%), existând în minoritate și vorbitori de rusă (2,12%).